# Godfried III van Thouars
Godfried III van Thouars (circa 1075 - 1123) was van 1104 tot aan zijn dood burggraaf van Thouars.

## Levensloop
Godfried III was de tweede zoon van burggraaf Amalrik IV van Thouars en diens tweede echtgenote Adelina, wier afkomst onbekend gebleven is. Hij werd aanvankelijk burggraaf van Tiffauges. 
In 1102 trok hij samen met zijn oudere broer Herbert II naar Palestina om deel te nemen aan de kruistocht van hertog Willem IX van Aquitanië. Nadat zijn broer in 1104 tijdens deze kruistocht overleed, keerde Godfried zo snel mogelijk terug naar Thouars om Herbert op te volgen als burggraaf.
Bij zijn terugkeer werd hij geconfronteerd met de ravage die graaf Fulco IV van Anjou en diens zoon Godfried IV in zijn gebieden hadden aangericht; zij waren in 1104 zijn burggraafschap binnengevallen en brandden het kasteel van Thouars af. Godfried liet het kasteel heropbouwen. Vermoedelijk was het in 1114 afgewerkt. Tijdens de bouwwerken resideerde hij in Chaize-le-Vicomte, dat tijdelijk de hoofdstad van Thouars werd. 
Godfried III van Thouars overleed in 1123.

## Huwelijk en nakomelingen
Rond 1094 huwde Godfried met Amelina (1075-1107), wier afkomst onbekend gebleven is. Ze kregen de volgende kinderen:
- Amalrik V (overleden in 1127), burggraaf van Thouars
- Godfried, heer van Tiffauges
- Peter de Bisschop
- Savary, burggraaf van Fontenay